# Elizabeth Hendrickson
Elizabeth Hendrickson (New York, 3 juli 1979) is een Amerikaanse actrice.

## Biografie
Hendrickson werd geboren in New York maar groeide op in Suffolk County (New York). Haar liefde voor het acteren begon al op vroege leeftijd en ze werd door haar familie aangespoord hier haar carrière in te maken. Zij heeft voor twee jaar musicals gestudeerd aan de Universiteit van Syracuse in Syracuse (New York) voordat zij terugging naar New York om daar verder te studeren aan de universiteit van Fordham in New York, waar zij afstudeerde in communicatiewetenschappen.

## Filmografie

### Films
Uitgezonderd korte films.
- 2005 Searching for Bobby D – als Denise

### Televisieseries
Uitgezonderd eenmalige gastrollen.
- 2008 – 2022 The Young and the Restless – als Chloe Mitchell – 906+ afl.
- 2018 - 2019 General Hospital - als Margaux Dawson - 69 afl.
- 2016 Casual - als Cora - 3 afl.
- 2008 – 2009 Imaginary Bitches – als Lizzie – 11 afl.
- 2002 – 2007 All My Children – als Maggie Stone / Frankie Stone – 65 afl.